# Alain Franck
Alain Franck (* 1927 in Paris; † 21. März 2014 in Provins, Département Seine-et-Marne) war ein französischer (Drehbuch-)Autor und Regisseur. Sein Künstlername war Franck Legris (Nom de plume).

## Leben
Franck war Buchhändler und Journalist, bevor er zu einem der erfolgreichsten Kriminalautoren des französischen Rundfunks und Fernsehens wurde.
Er schrieb mehr als 30 Stücke für den Hörfunk und verfasste zahlreiche Drehbücher für Spielfilme. Zudem betätigte sich Franck als Regisseur und Produzent für Spielfilme und Fernsehserien und wirkte als Übersetzer. Für sein Fernsehspiel Josse erhielt er 1974 den Prix Italia. Darüber hinaus war Franck Verfasser von Kinderbüchern, Polizeiromanen und Theaterstücken.

## Hörspiele
Die Hörspiele Francks sind oft spannungsvoll und eröffnen tiefe Einblicke in das menschliche Zusammenleben. Der Südwestdeutsche Rundfunk produzierte zahlreiche seiner Hörspiel-Krimis. Wie bei vielen französischen Krimiautoren, stehen auch bei Franck nicht die Tat und die engeren Tatumstände im Vordergrund, sondern die Personen, die direkt oder indirekt daran beteiligt waren. Er meidet in seiner Arbeit die klassischen Stilmittel eines Krimis, wie Verfolgungsjagden, Tötungsszenen und Ermittlungsarbeiten. Seine Krimis sind vielmehr psychologische Analysen von Entwicklungszusammenhängen, die vor der Tat liegen und oft erstaunliche Wendungen nehmen und Einblicke gewähren. Seine Charaktere sind tiefgründig und differenziert gezeichnet. Dabei versucht Franck den gewollten oder zufälligen Widersprüchen nachzuspüren und die gesellschaftlichen und individuellen Zwänge darzustellen. Seine Hörspiele enthalten auch Anklänge an die französische Gesellschaft und deren Konventionen. Als Beiträge zu den Sendereihen Les Maîtres du Mystère, Les Auditeurs mènent l’enquête und Détectives en pantoufles wurden seine Hörspiele in Frankreich im Radio u. a. auf France Inter ausgestrahlt. Seine Hörspiele wurden von Maria Frey ins Deutsche übersetzt.

## Mitgliedschaften in Vereinigungen und Verbänden
Franck, seit 1962 Mitglied, hat sich zwischen 1990 und 2001 für den französischen Schriftstellerverband Société des Auteurs et Compositeurs Dramatiques (SACD), einem Zusammenschluss von ca. 50.000 Autoren, u. a. in leitenden Positionen engagiert. Er ist Träger des Ordre des Arts et des Lettres (Orden der Künste und der Literatur).

## Werke

### Hörspiele (Autor)
- 1967: An den Brücken der Marne – Regie: Ludolf Bode (SDR), Länge: 54'10
- 1967: Die Marne bei Charenton – Regie: Klaus Mehrländer (WDR), Länge: 46'00
- 1968: Edwards Erben – Regie: Reinhard Winkler (SDR), Länge: 58'00
- 1968: An einem Sonntag im August – Regie: Cläre Schimmel (SDR), Länge: 67'00
- 1968: Notar Jasseron – Regie: Manfred Brückner (WDR), Länge: 47'50
- 1968: Edwards Neffen – Regie: Klaus Groth (SR), Länge: 44´30
- 1969: Gefährliches Spiel – Regie: Alexander Pestel (RIAS), Länge: 60'45
- 1969: Jasseron, Rechtsanwalt und Notar – Regie: Edmund Steinberger (BR), Länge: 56'15
- 1969: Jasseron, Rechtsanwalt und Notar – Regie: Robert Bichler (SR / DRS), Länge: 50'02
- 1969: Die Andere – Regie: Cläre Schimmel (SDR), Länge: 54'30
- 1969: Die Wahrheit – Regie: Otto Düben und Dieter Carls (SDR) Länge: 54'38
- 1970: Akt der Verzweiflung – Regie: Andreas Weber-Schäfer (SDR), Länge: 59'55
- 1971: Auf der Spur – Regie: Cläre Schimmel (SDR), Länge: 56'40
- 1971: Ohne Haß und Furcht – Regie: Gustav Burmester (WDR), Länge: 48'50
- 1971: Haben Sie eine Katze, Herr Kommissar? – Regie: Manfred Brückner (WDR), Länge: 53'45
- 1971: Achtung! Gefährliches Laboratorium – Regie: Andreas Weber-Schäfer (HR), Länge: 44'40
- 1972: Auf falscher Spur – Regie: Heiner Schmidt (SR), Länge: 41'15
- 1972: Fauxpas – Regie: Hans Gerd Krogmann (SDR), Länge: 53'20
- 1972: Vater und Sohn – Regie: Otto Düben (SWF), Länge: 44'00
- 1972: Ein schöner Sommertag – Regie: Edward Rothe (WDR), Länge: 47'15
- 1973: Drei Monate danach – Regie: Robert Bichler (SR / DRS), Länge: ca. 50'
- 1976: Operation Minerva – Regie: Günther Sauer (SDR), Länge: 54'10
- 1977: Wenn man noch einmal beginnen könnte... – Regie: Klaus Groth (BR), Länge: ca. 50'
- 1980: Der dunkle Punkt – Regie: Heinz Wilhelm Schwarz (WDR), Länge: 52'30
- 1985: Der Kanadier – Regie und Sprecher: Bernd Duszynski (SR), Länge: 18'32
- 1985: Der Schuss – Regie und Sprecher: Bernd Duszynski (SR), Länge: 15'33
- 1985: Tod im Gemüsegarten – Regie und Sprecher: Bernd Duszynski (SR), Länge: 13'45
- 1988: Feine Leute – Regie: Otto Düben (SDR), Länge: 58'50

### Drehbücher (Autor)
- „Les dossiers du professeur Morgan“ (1970)
- „L’homme au cerveau greffé“ (1972)
- „A dossiers ouverts“ (1974)
- „Désiré Lafarge“ (1977)
- „Marion“ (1982)
- „Espionne et tais-toi“ (1986)

### Spielfilme (Regisseur)
- „Les yeux qui hurlent“ von Bernard Maigrot (1973)
- „Gustalin“ von Guy Jorré (1976)
- „Les Michaud“ von Georges Folgoas (1982)

### Serien (Regisseur)
- „Erreurs judiciaires“
- „Messieurs les jurés“
- „Les cinq dernières minutes“

### Theaterstücke (Autor)
- „Cinq poissons pour un week-end“ (1968) – wofür er den Preis des „Théâtre du Casino d’Enghien“ bekommen hat. Das Stück wurde für das Fernsehen produziert und ausgestrahlt.

### Übersetzungen (Übersetzer)
- „Crossing Jerusalem“ von Julia Pascal, 2004 (französischer Titel: La traversée de Jérusalem)